# الحمرة (العراق)
الحمرة قرية زراعية في أقصى جنوب قضاء بيجي في محافظة صلاح الدين في وسط شمال العراق، مساحتها 37.33 كيلومتراً مربعاً، وهي في مقاطعة الحمرة رقم 10،  حدودها جنوباً قرية المحزم في قضاء تكريت، وشمالاً قرية الطالعة في قضاء بيجي، المسافة بين الحمرة ومدينة تكريت 13 كيلومتراً جنوباً. ذُكر في موسوعة مدينة تكريت أنه يُرجّح اشتقاق اسم الحمرة من احمرار كتل الطين البارزة في الهضبة المجاورة للقرية، وللحمرة اسم آخر هو قلعة رياش، والقلعة موقع أثري من العهود الإسلامية يكاد ينطمر تحت الأرض، فوق الهضبة المواجهة للنهر.

## أنظر أيضا
- سمرة